# Zoheir Iftene
Zoheir Iftene (arab. زهير افتان; ur. 26 grudnia 1995) – algierski zapaśnik walczący w stylu wolnym. 
Triumfator igrzysk afrykańskich w 2015. Wicemistrz igrzysk panarabskich w 2023. Srebrny medalista mistrzostw Afryki w 2024 i brązowy 2023. Wicemistrz śródziemnomorski w 2016. 
Zdobył złoty medal na mistrzostwach Afryki w 2017, ale został potem zdyskwalifikowany.